# Loes Geurts
Loes Geurts (Hichtum, 12 januari 1986) is een Nederlands voormalig voetbalster die speelde als doelvrouw. Geurts kwam van 2018 tot 2024 uit voor het Zweedse BK Häcken.

## Clubcarrière
Geurts begon haar voetbalcarrière bij de F-jes van RES tussen de jongens. In de D's speelde ze een jaar bij sc Heerenveen, maar keerde daarna alweer terug op het oude nest. Tot en met de A-junioren verdedigde ze daar het doel. In 2003 werd Geurts door coach Corné Groenendijk opgenomen in de selectie van het Nederlands vrouwenvoetbalelftal onder 19. Ze stond voor het eerst onder de lat in de met 0-19 gewonnen EK-kwalificatiewedstrijd tegen Macedonië op 27 september 2003. In 2004 vertrok ze naar de Verenigde Staten en speelde daar bij de Western Illinois Leathernecks. In twee jaar tijd kwam ze tot 11 duels. In het seizoen 2005/2006 sloot ze aan bij FFC Heike Rheine dat uitkwam in de Bundesliga.
Op 20 augustus 2005 maakte Geurts onder bondscoach Vera Pauw haar debuut voor het Nederlands vrouwenvoetbalelftal in een vriendschappelijke wedstrijd tegen Finland. In het toernooi om de Aziatische Peace Queen Cup in 2006 stond ze in de wedstrijd tegen Australië ook onder de lat. Toenmalig recordinternational Marleen Wissink had besloten dat ze wilde stoppen met voetbal en fungeerde dat toernooi als tweede doelvrouw. Geurts vertrok na dat jaar om mee te doen met de nieuwe Eredivisie voor vrouwen in Nederland. Ze tekende een contract bij het Alkmaarse AZ. In 2008 en 2009 behaalde ze met AZ de landstitel. In de zomer van 2009 nam Geurts deel met het Nederlands elftal aan het EK. Ze speelde alle wedstrijden en bereikte uiteindelijk de halve finales met Nederland.
In seizoen 2010/11 speelde ze haar laatste seizoen bij AZ, die besloot te stoppen met de vrouwentak. In de laatste wedstrijd van het seizoen werd de KNVB beker gewonnen. Daarna vertrok ze naar Telstar. Daar bleef ze tot 24 februari 2012, waarna ze naar Vittsjö GIK in Zweden vertrok. Na twee jaar bij Vittsjö GIK gespeeld te hebben maakte Geurts de overstap naar Kopparbergs/Göteborg waar ze eerste keus was onder de lat. Hierna volgde een moeilijk jaar bij Paris Saint-Germain.
Geurts wist zich met het Nederlands elftal via play-offwedstrijden tegen Schotland en Italië te kwalificeren voor het wereldkampioenschap in 2015. In de eerste WK-wedstrijd van Oranje, die met 1-0 van Nieuw-Zeeland werd gewonnen, stond Geurts onder de lat. Ze liep in deze partij een enkelblessure op, waardoor ze voor de tweede groepswedstrijd, een nederlaag tegen China, werd vervangen door Sari van Veenendaal. In de laatste groepswedstrijd, een gelijkspel tegen gastland Canada, stond Geurts weer als keeper opgesteld.
In augustus 2017 maakte Geurts bekend tijdelijk met voetbal te stoppen. Op 16 april 2018 stond ze echter weer onder de lat voor Kopparbergs/Göteborg. Later dat jaar, op 5 oktober 2018, maakte Geurts haar rentree voor Oranje in een wedstrijd tegen Denemarken, alwaar ze haar doel schoonhield. Geurts was van plan in ieder geval door te gaan tot aan de Olympische Spelen van 2020, die in 2021 gehouden werd. Vanaf 2020 ging Kopparbergs/Göteborg verder onder de naam BK Häcken. In haar laatste seizoenen kwam Geurts weinig aan spelen toe. Op 1 november 2024 maakte ze officieel bekend een punt achter haar loopbaan te hebben gezet.

## Statistieken
| Seizoen | Club                        | Land             | Competitie               | Wedstrijden | Doelpunten |
| ------- | --------------------------- | ---------------- | ------------------------ | ----------- | ---------- |
| 2004    | Western Illinois University | Verenigde Staten | Mid-Continent Conference | 0           | 0          |
| 2005    | Western Illinois University | Verenigde Staten | Mid-Continent Conference | 11          | 0          |
| 2005/06 | FFC Heike Rheine            | Duitsland        | Bundesliga               | 7           | 0          |
| 2006/07 | FFC Heike Rheine            | Duitsland        | Bundesliga               | 22          | 0          |
| 2007/08 | AZ                          | Nederland        | Eredivisie               | 19          | 0          |
| 2008/09 | AZ                          | Nederland        | Eredivisie               | 24          | 0          |
| 2009/10 | AZ                          | Nederland        | Eredivisie               | 20          | 0          |
| 2010/11 | AZ                          | Nederland        | Eredivisie               | 21          | 0          |
| 2011/12 | Telstar                     | Nederland        | Eredivisie               | 5           | 0          |
| 2012    | Vittsjö GIK                 | Zweden           | Damallsvenskan           | 21          | 0          |
| 2013    | Vittsjö GIK                 | Zweden           | Damallsvenskan           | 22          | 0          |
| 2014    | Kopparbergs/Göteborg        | Zweden           | Damallsvenskan           | 20          | 0          |
| 2015    | Kopparbergs/Göteborg        | Zweden           | Damallsvenskan           | 7           | 0          |
| 2016    | Kopparbergs/Göteborg        | Zweden           | Damallsvenskan           | 6           | 0          |
| 2016/17 | Paris Saint-Germain         | Frankrijk        | Division 1               | 6           | 0          |
| 2018    | Kopparbergs/Göteborg        | Zweden           | Damallsvenskan           | 16          | 0          |
| 2019    | Kopparbergs/Göteborg        | Zweden           | Damallsvenskan           | 7           | 0          |
| 2020    | Kopparbergs/Göteborg        | Zweden           | Damallsvenskan           | 0           | 0          |
| 2021    | BK Häcken                   | Zweden           | Damallsvenskan           | 4           | 0          |
| 2022    | BK Häcken                   | Zweden           | Damallsvenskan           | 0           | 0          |
| 2023    | BK Häcken                   | Zweden           | Damallsvenskan           | 0           | 0          |
| 2024    | BK Häcken                   | Zweden           | Damallsvenskan           | 2           | 0          |
| Totaal  | Totaal                      | Totaal           | Totaal                   | 239         | 0          |

Laatst bijgewerkt: 1 november 2024

### Interlandcarrière
| Interlands van Loes Geurts voor Nederland | Interlands van Loes Geurts voor Nederland | Interlands van Loes Geurts voor Nederland | Interlands van Loes Geurts voor Nederland | Interlands van Loes Geurts voor Nederland |
| ----------------------------------------- | ----------------------------------------- | ----------------------------------------- | ----------------------------------------- | ----------------------------------------- |
|                                           |                                           |                                           |                                           |                                           |
| Nr.                                       | Datum                                     | Wedstrijd                                 | Uitslag                                   | Competitie                                |
| 1.                                        | 20 augustus 2005                          | Finland – Nederland                       | 4 – 0                                     | Vriendschappelijk                         |
| 2.                                        | 25 maart 2006                             | Hongarije - Nederland                     | 0 – 5                                     | WK-kwalificatie 2007                      |
| 3.                                        | 29 oktober 2006                           | Nederland - Australië                     | 0 – 1                                     | Peace Queen Cup 2006                      |
| 4.                                        | 31 oktober 2006                           | Denemarken - Nederland                    | 1 – 0                                     | Peace Queen Cup 2006                      |
| 5.                                        | 22 november 2006                          | Nederland - Rusland                       | 5 – 0                                     | Vriendschappelijk                         |
| 6.                                        | 21 februari 2007                          | Nederland - Italië                        | 2 – 0                                     | Vriendschappelijk                         |
| 7.                                        | 14 maart 2007                             | Engeland - Nederland                      | 0 – 1                                     | Vriendschappelijk                         |
| 8.                                        | 12 april 2007                             | Duitsland - Nederland                     | 5 – 1                                     | EK-kwalificatie 2009                      |
| 9.                                        | 9 mei 2007                                | Zwitserland - Nederland                   | 2 – 2                                     | EK-kwalificatie 2009                      |
| 10.                                       | 29 juli 2007                              | Nederland - Noord-Korea                   | 0 – 0                                     | Vriendschappelijk                         |
| 11.                                       | 26 augustus 2007                          | Nederland - Wales                         | 2 – 1                                     | EK-kwalificatie 2009                      |
| 12.                                       | 1 oktober 2007                            | Nederland - Frankrijk                     | 1 – 4                                     | Vriendschappelijk                         |
| 13.                                       | 1 november 2007                           | Nederland - Duitsland                     | 0 – 1                                     | EK-kwalificatie 2009                      |
| 14.                                       | 27 januari 2008                           | Ierland - Nederland                       | 1 – 1                                     | Vriendschappelijk                         |
| 15.                                       | 20 februari 2008                          | Wales - Nederland                         | 0 – 1                                     | EK-kwalificatie 2009                      |
| 16.                                       | 6 maart 2008                              | Japan - Nederland                         | 3 – 1                                     | Cyprus Cup 2008                           |
| 17.                                       | 8 maart 2008                              | Nederland - Schotland                     | 1 – 0                                     | Cyprus Cup 2008                           |
| 18.                                       | 12 maart 2008                             | Japan - Nederland                         | 2 – 1                                     | Cyprus Cup 2008                           |
| 19.                                       | 23 april 2008                             | België - Nederland                        | 2 – 2                                     | EK-kwalificatie 2009                      |
| 20.                                       | 4 mei 2008                                | Nederland - China                         | 2 – 2                                     | Vriendschappelijk                         |
| 21.                                       | 7 mei 2008                                | Nederland - China                         | 1 – 1                                     | Vriendschappelijk                         |
| 22.                                       | 10 augustus 2008                          | Zuid-Afrika - Nederland                   | 1 – 2                                     | Vriendschappelijk                         |
| 23.                                       | 30 augustus 2008                          | Nederland - Zwitserland                   | 1 – 1                                     | EK-kwalificatie 2009                      |
| 24.                                       | 27 september 2008                         | Nederland - België                        | 3 – 0                                     | EK-kwalificatie 2009                      |
| 25.                                       | 25 oktober 2008                           | Spanje - Nederland                        | 0 – 2                                     | EK-kwalificatie 2009                      |
| 26.                                       | 30 oktober 2008                           | Nederland - Spanje                        | 2 – 0                                     | EK-kwalificatie 2009                      |
| 27.                                       | 14 december 2008                          | Frankrijk - Nederland                     | 0 – 2                                     | Vriendschappelijk                         |
| 28.                                       | 5 maart 2009                              | Rusland - Nederland                       | 1 – 2                                     | Cyprus Cup 2009                           |
| 29.                                       | 7 maart 2009                              | Nederland - Canada                        | 1 – 2                                     | Cyprus Cup 2009                           |
| 30.                                       | 12 maart 2009                             | Zuid-Afrika - Nederland                   | 0 – 5                                     | Cyprus Cup 2009                           |
| 31.                                       | 25 april 2009                             | IJsland - Nederland                       | 1 – 1                                     | Vriendschappelijk                         |
| 32.                                       | 11 juli 2009                              | Nederland - Zwitserland                   | 5 – 0                                     | 4 Nations Cup                             |
| 33.                                       | 15 juli 2009                              | Nederland - China                         | 2 – 4                                     | 4 Nations Cup                             |
| 34.                                       | 25 juli 2009                              | Duitsland - Nederland                     | 6 – 0                                     | Vriendschappelijk                         |
| 35.                                       | 8 augustus 2009                           | Nederland - Polen                         | 2 – 0                                     | Vriendschappelijk                         |
| 36.                                       | 13 augustus 2009                          | Rusland - Nederland                       | 1 – 0                                     | Vriendschappelijk                         |
| 37.                                       | 23 augustus 2009                          | Oekraïne - Nederland                      | 0 – 2                                     | EK 2009                                   |
| 38.                                       | 26 augustus 2009                          | Nederland - Finland                       | 1 – 2                                     | EK 2009                                   |
| 39.                                       | 29 augustus 2009                          | Denemarken - Nederland                    | 1 – 2                                     | EK 2009                                   |
| 40.                                       | 3 september 2009                          | Nederland - Frankrijk                     | 5 – 4                                     | EK 2009                                   |
| 41.                                       | 6 september 2009                          | Engeland - Nederland                      | 2 – 1                                     | EK 2009                                   |
| 42.                                       | 24 oktober 2009                           | Noorwegen - Nederland                     | 3 – 0                                     | WK-kwalificatie 2011                      |
| 43.                                       | 29 oktober 2009                           | Nederland - Macedonië                     | 13 – 1                                    | WK-kwalificatie 2011                      |
| 44.                                       | 21 november 2009                          | Nederland - Wit-Rusland                   | 1 – 1                                     | WK-kwalificatie 2011                      |
| 45.                                       | 24 februari 2010                          | Schotland - Nederland                     | 1 – 4                                     | Cyprus Cup 2010                           |
| 46.                                       | 26 februari 2010                          | Nederland - Nieuw-Zeeland                 | 1 – 1                                     | Cyprus Cup 2010                           |
| 47.                                       | 1 maart 2010                              | Italië - Nederland                        | 1 – 1                                     | Cyprus Cup 2010                           |
| 48.                                       | 3 maart 2010                              | Nederland - Zwitserland                   | 4 – 0                                     | Cyprus Cup 2010                           |
| 49.                                       | 27 maart 2010                             | Nederland - Slowakije                     | 2 – 0                                     | WK-kwalificatie 2011                      |
| 50.                                       | 1 april 2010                              | Slowakije - Nederland                     | 0 – 1                                     | WK-kwalificatie 2011                      |
| 51.                                       | 22 april 2010                             | Macedonië - Nederland                     | 0 – 7                                     | WK-kwalificatie 2011                      |
| 52.                                       | 13 juni 2010                              | Nederland - België                        | 4 – 1                                     | Vriendschappelijk                         |
| 53.                                       | 19 juni 2010                              | Nederland - Noorwegen                     | 2 – 2                                     | WK-kwalificatie 2011                      |
| 54.                                       | 15 augustus 2010                          | Nederland - Ierland                       | 2 – 0                                     | Vriendschappelijk                         |
| 55.                                       | 21 augustus 2010                          | Wit-Rusland - Nederland                   | 0 – 4                                     | WK-kwalificatie 2011                      |
| 56.                                       | 12 december 2010                          | Brazilië - Nederland                      | 3 – 2                                     | Torneio Internacional Cidade de São Paulo |
| 57.                                       | 19 december 2010                          | Nederland - Mexico                        | 2 – 1                                     | Torneio Internacional Cidade de São Paulo |
| 58.                                       | 2 maart 2011                              | Nieuw-Zeeland - Nederland                 | 1 – 4                                     | Cyprus Cup 2011                           |
| 59.                                       | 4 maart 2011                              | Frankrijk - Nederland                     | 1 – 2                                     | Cyprus Cup 2011                           |
| 60.                                       | 9 maart 2011                              | Canada - Nederland                        | 2 – 1                                     | Cyprus Cup 2011                           |
| 61.                                       | 3 april 2011                              | Nederland - Schotland                     | 6 – 2                                     | Vriendschappelijk                         |
| 62.                                       | 18 mei 2011                               | Nederland - Noord-Korea                   | 1 – 1                                     | Vriendschappelijk                         |
| 63.                                       | 7 juni 2011                               | Duitsland - Nederland                     | 5 – 0                                     | Vriendschappelijk                         |
| 64.                                       | 22 augustus 2011                          | China - Nederland                         | 1 – 1                                     | Vriendschappelijk                         |
| 65.                                       | 24 augustus 2011                          | China - Nederland                         | 0 – 1                                     | Vriendschappelijk                         |
| 66.                                       | 21 september 2011                         | Nederland - Servië                        | 6 – 0                                     | EK-kwalificatie 2013                      |
| 67.                                       | 22 oktober 2011                           | Kroatië - Nederland                       | 0 – 3                                     | EK-kwalificatie 2013                      |
| 68.                                       | 27 oktober 2011                           | Nederland - Engeland                      | 0 – 0                                     | EK-kwalificatie 2013                      |
| 69.                                       | 19 november 2011                          | Slovenië - Nederland                      | 0 – 2                                     | EK-kwalificatie 2013                      |
| 70.                                       | 24 november 2011                          | Nederland - Kroatië                       | 2 – 0                                     | EK-kwalificatie 2013                      |
| 71.                                       | 15 februari 2012                          | Frankrijk - Nederland                     | 2 – 1                                     | Vriendschappelijk                         |
| 72.                                       | 28 februari 2012                          | Nederland - Italië                        | 2 – 1                                     | Cyprus Cup 2012                           |
| 73.                                       | 6 maart 2012                              | Nederland - Nieuw-Zeeland                 | 2 – 2                                     | Cyprus Cup 2012                           |
| 74.                                       | 5 april 2012                              | Nederland - Slovenië                      | 3 – 1                                     | EK-kwalificatie 2013                      |
| 75.                                       | 17 juni 2012                              | Engeland - Nederland                      | 1 – 0                                     | EK-kwalificatie 2013                      |
| 76.                                       | 20 juni 2012                              | Servië - Nederland                        | 0 – 4                                     | EK-kwalificatie 2013                      |
| 77.                                       | 24 oktober 2012                           | Nederland - Frankrijk                     | 1 – 1                                     | Vriendschappelijk                         |
| 78.                                       | 25 november 2012                          | Nederland - Wales                         | 2 – 0                                     | Vriendschappelijk                         |
| 79.                                       | 9 februari 2013                           | België - Nederland                        | 2 – 3                                     | Vriendschappelijk                         |
| 80.                                       | 6 maart 2013                              | Nederland - Finland                       | 1 – 1                                     | Cyprus Cup 2013                           |
| 81.                                       | 11 maart 2013                             | Nederland - Canada                        | 0 – 1                                     | Cyprus Cup 2013                           |
| 82.                                       | 5 april 2013                              | Denemarken - Nederland                    | 0 – 1                                     | Vriendschappelijk                         |
| 83.                                       | 9 april 2013                              | Nederland - Verenigde Staten              | 1 – 3                                     | Vriendschappelijk                         |
| 84.                                       | 11 juli 2013                              | Duitsland - Nederland                     | 0 – 0                                     | EK 2013                                   |
| 85.                                       | 14 juli 2013                              | Noorwegen - Nederland                     | 1 – 0                                     | EK 2013                                   |
| 86.                                       | 17 juli 2013                              | Nederland - IJsland                       | 0 – 1                                     | EK 2013                                   |
| 87.                                       | 26 september 2013                         | Albanië - Nederland                       | 0 – 4                                     | WK-kwalificatie 2015                      |
| 88.                                       | 26 oktober 2013                           | Portugal - Nederland                      | 0 – 7                                     | WK-kwalificatie 2015                      |
| 89.                                       | 30 oktober 2013                           | Nederland - Noorwegen                     | 1 – 2                                     | WK-kwalificatie 2015                      |
| 90.                                       | 12 februari 2014                          | Nederland - België                        | 1 – 1                                     | WK-kwalificatie 2015                      |
| 91.                                       | 7 mei 2014                                | België - Nederland                        | 0 – 2                                     | WK-kwalificatie 2015                      |
| 92.                                       | 20 augustus 2014                          | Nederland - Brazilië                      | 0 – 0                                     | Vriendschappelijk                         |
| 93.                                       | 13 september 2014                         | Nederland - Portugal                      | 3 – 2                                     | WK-kwalificatie 2015                      |
| 94.                                       | 17 september 2014                         | Noorwegen - Nederland                     | 0 – 2                                     | WK-kwalificatie 2015                      |
| 95.                                       | 25 oktober 2014                           | Schotland - Nederland                     | 1 – 2                                     | WK-kwalificatie 2015 (play-offs)          |
| 96.                                       | 30 oktober 2014                           | Nederland - Schotland                     | 2 – 0                                     | WK-kwalificatie 2015 (play-offs)          |
| 97.                                       | 22 november 2014                          | Nederland - Italië                        | 1 – 1                                     | WK-kwalificatie 2015 (play-offs)          |
| 98.                                       | 27 november 2014                          | Italië - Nederland                        | 1 – 2                                     | WK-kwalificatie 2015 (play-offs)          |
| 99.                                       | 7 februari 2015                           | Nederland - Thailand                      | 7 – 0                                     | Vriendschappelijk                         |
| 100.                                      | 4 maart 2015                              | Nederland - Australië                     | 0 – 1                                     | Cyprus Cup 2015                           |
| 101.                                      | 9 maart 2015                              | Nederland - Engeland                      | 1 – 1                                     | Cyprus Cup 2015                           |
| 102.                                      | 4 april 2015                              | IJsland - Nederland                       | 2 – 1                                     | Vriendschappelijk                         |
| 103.                                      | 8 april 2015                              | Noorwegen - Nederland                     | 2 – 3                                     | Vriendschappelijk                         |
| 104.                                      | 30 mei 2015                               | Zweden - Nederland                        | 2 – 1                                     | Vriendschappelijk                         |
| 105.                                      | 6 juni 2015                               | Nieuw-Zeeland - Nederland                 | 0 – 1                                     | WK 2015                                   |
| 106.                                      | 16 juni 2015                              | Nederland - Canada                        | 1 – 1                                     | WK 2015                                   |
| 107.                                      | 24 juni 2015                              | Japan - Nederland                         | 2 -1                                      | WK 2015                                   |
| 108.                                      | 7 april 2016                              | Nederland - Nieuw-Zeeland                 | 2 - 0                                     | Vriendschappelijk                         |
| 109.                                      | 4 juni 2016                               | Nederland - Zuid-Afrika                   | 1 - 0                                     | Vriendschappelijk                         |
| 110.                                      | 20 oktober 2016                           | Schotland - Nederland                     | 0 - 7                                     | Vriendschappelijk                         |
| 111.                                      | 29 november 2016                          | Nederland - Engeland                      | 0 - 1                                     | Vriendschappelijk                         |
| 112.                                      | 20 januari 2017                           | Roemenië - Nederland                      | 1 - 7                                     | Vriendschappelijk                         |
| 113.                                      | 24 januari 2017                           | Rusland - Nederland                       | 0 - 4                                     | Vriendschappelijk                         |
| 114.                                      | 3 maart 2017                              | Australië - Nederland                     | 3 - 2                                     | Algarve Cup 2017                          |
| 115.                                      | 8 maart 2017                              | Japan - Nederland                         | 2 - 3                                     | Algarve Cup 2017                          |
| 116.                                      | 9 juni 2017                               | Nederland - Japan                         | 0 - 1                                     | Vriendschappelijk                         |
| 117.                                      | 13 juni 2017                              | Nederland - Oostenrijk                    | 3 - 0                                     | Vriendschappelijk                         |
| 118.                                      | 5 oktober 2018                            | Nederland - Denemarken                    | 2 - 0                                     | WK-kwalificatie 2019                      |
| 119.                                      | 9 oktober 2018                            | Denemarken - Nederland                    | 1 - 2                                     | WK-kwalificatie 2019                      |
| 120.                                      | 9 november 2018                           | Nederland - Zwitserland                   | 3 - 0                                     | WK-kwalificatie 2019                      |
| 121.                                      | 13 november 2018                          | Zwitserland - Nederland                   | 1 - 1                                     | WK-kwalificatie 2019                      |
| 122.                                      | 27 februari 2019                          | Spanje - Nederland                        | 2 - 0                                     | Algarve Cup                               |
| 123                                       | 9 april 2019                              | Nederland - Chili                         | 7 - 0                                     | Vriendschappelijk                         |

- Laatst bijgewerkt: 9 april 2019.

## Erelijst
AZ
- Eredivisie: 2007/08, 2008/09, 2009/10
- KNVB beker: 2010/11

 Kopparbergs/Göteborg
- Damallsvenskan: 2020

 Nederland
- UEFA EK: 2017